# غيليس مارتن
غيليس مارتن (بالفرنسية: Gilles Martin)‏ هو مصور فرنسي، ولد في مايو 1956 في تور في فرنسا.

## وصلات خارجية
- الموقع الرسمي